# Papua-Nowa Gwinea na Letnich Igrzyskach Olimpijskich 2016
Papuę-Nową Gwineę na Letnich Igrzyskach Olimpijskich 2016 w Rio de Janeiro reprezentowało ośmioro zawodników. Był to 10. start reprezentacji Papui-Nowej Gwinei na letnich igrzyskach olimpijskich.

## Skład reprezentacji

### Boks
| Zawodnik      | Konkurencja         | 1/32               | 1/16             | 1/8              | Ćwierćfinały     | Półfinały        | Finał            | Finał   |
| Zawodnik      | Konkurencja         | Przeciwnik Wynik   | Przeciwnik Wynik | Przeciwnik Wynik | Przeciwnik Wynik | Przeciwnik Wynik | Przeciwnik Wynik | Pozycja |
| ------------- | ------------------- | ------------------ | ---------------- | ---------------- | ---------------- | ---------------- | ---------------- | ------- |
| Thadius Katua | waga lekka mężczyzn | Abduraszidow P 0-3 | NQ               | NQ               | NQ               | NQ               | NQ               | NQ      |

### Judo
| Zawodnik       | Konkurencja     | 1/32               | 1/16             | 1/8              | Ćwierćfinały     | Półfinały        | Repesaż 1        | Repesaż 2        | Finał            | Finał   |
| Zawodnik       | Konkurencja     | Przeciwnik Wynik   | Przeciwnik Wynik | Przeciwnik Wynik | Przeciwnik Wynik | Przeciwnik Wynik | Przeciwnik Wynik | Przeciwnik Wynik | Przeciwnik Wynik | Pozycja |
| -------------- | --------------- | ------------------ | ---------------- | ---------------- | ---------------- | ---------------- | ---------------- | ---------------- | ---------------- | ------- |
| Raymond Ovinou | −66 kg mężczyzn | Bouchard P 000-100 | NQ               | NQ               | NQ               | NQ               | NQ               | NQ               | NQ               | NQ      |

### Lekkoatletyka
| Zawodnik    | Konkurencja            | Eliminacje | Eliminacje | Ćwierćfinał | Ćwierćfinał | Półfinał | Półfinał | Finał | Finał   |
| Zawodnik    | Konkurencja            | Czas       | Miejsce    | Czas        | Miejsce     | Czas     | Miejsce  | Czas  | Miejsce |
| ----------- | ---------------------- | ---------- | ---------- | ----------- | ----------- | -------- | -------- | ----- | ------- |
| Theo Piniau | Bieg na 200 m mężczyzn | 22,14      | 8.         | N/A         | N/A         | NQ       | NQ       | NQ    | NQ      |
| Toea Wisil  | Bieg na 100 m kobiet   | BYE        | BYE        | 11,48       | 4.          | NQ       | NQ       | NQ    | NQ      |

### Pływanie
| Zawodnik  | Konkurencja                   | Eliminacje | Eliminacje | Półfinał | Półfinał | Finał | Finał   |
| Zawodnik  | Konkurencja                   | Czas       | Miejsce    | Czas     | Miejsce  | Czas  | Miejsce |
| --------- | ----------------------------- | ---------- | ---------- | -------- | -------- | ----- | ------- |
| Ryan Pini | 100 m st. motylkowym mężczyzn | 53,24      | =30.       | NQ       | NQ       | NQ    | NQ      |

### Podnoszenie ciężarów
| Zawodnik   | Konkurencja       | Rwanie | Rwanie  | Podrzut | Podrzut | Razem | Pozycja |
| Zawodnik   | Konkurencja       | Wynik  | Pozycja | Wynik   | Pozycja | Razem | Pozycja |
| ---------- | ----------------- | ------ | ------- | ------- | ------- | ----- | ------- |
| Morea Baru | do 62 kg mężczyzn | 126    | 6.      | 164     | 6.      | 290   | 6.      |

### Taekwondo
| Zawodnik            | Konkurencja     | 1/8              | Ćwierćfinały     | Półfinały        | Repesaż I        | Repesaż II       | Finał            | Finał   |
| Zawodnik            | Konkurencja     | Przeciwnik Wynik | Przeciwnik Wynik | Przeciwnik Wynik | Przeciwnik Wynik | Przeciwnik Wynik | Przeciwnik Wynik | Pozycja |
| ------------------- | --------------- | ---------------- | ---------------- | ---------------- | ---------------- | ---------------- | ---------------- | ------- |
| Maxemillion Kassman | −68 kg mężczyzn | Achab P 1-15     | NQ               | NQ               | NQ               | NQ               | NQ               | NQ      |
| Samantha Kassman    | +67 kg kobiet   | Walkden P 1-14   | NQ               | NQ               | NQ               | NQ               | NQ               | NQ      |